# 2383 Bradley
2383 Bradley је астероид главног астероидног појаса са средњом удаљеношћу од Сунца која износи 2,217 астрономских јединица (АЈ).
Апсолутна магнитуда астероида је 13,4.